# Healer (televíziós sorozat)
A Healer (hangul: 힐러, Hillo, RR: Hilleo) 2014 decemberében bemutatott dél-koreai dorama, főszereplői Csi Cshanguk (Ji Chang-wook), Pak Minjong (Park Min-young) és Ju Dzsithe (Yoo Ji-tae). A KBS csatorna vetítette 2014. december 8. és 2015. február 10. között húsz epizóddal.

## Történet
Healer a fedőneve annak a kiváló harcművész, gyors, pontos és diszkrét futárnak, aki különleges feladatokat teljesít jó pénzért, és nem kérdezősködik a megbízó felől. Segítőjével, a „hackernénivel” számos megbízást teljesítettek már, aminek köszönhetően Healer nagy hírnévre tett szert bennfentes körökben. Egy balul elsült leszállítás után azonban Healert bemártja a megbízó és a rendőrség gyilkosságért kezdi körözni. Mindeközben egy másik megbízó jóvoltából Healer megismerkedik a szeleburdi bulvárriporter Cshe Jongsinnal (Chae Young-shin), és a megbízás teljesítése közben kiderül, hogy a lánynak, és a titokzatos megbízónak is köze van Healer múltjához. Healer elkezdi kibogozni a szálakat, miközben meg kell találnia az igazi gyilkost is neve tisztázásához.

## Szereplők
- Csi Cshanguk (Ji Chang-wook) mint Szo Dzsonghu/Pak Pongszu (Seo Jung-hoo/Park Bong-soo/)/Healer
- Pak Minjong (Park Min-young) mint Cshe Jongsin/O Dzsian (Chae Young-shin/Oh Ji-an )
- Ju Dzsithe (Yoo Ji-tae) mint Kim Munho (Kim Moon-ho )
- Kim Migjong (Kim Mi-kyung) mint Cso Mindzsa (Jo Min-ja), a hacker „néni”

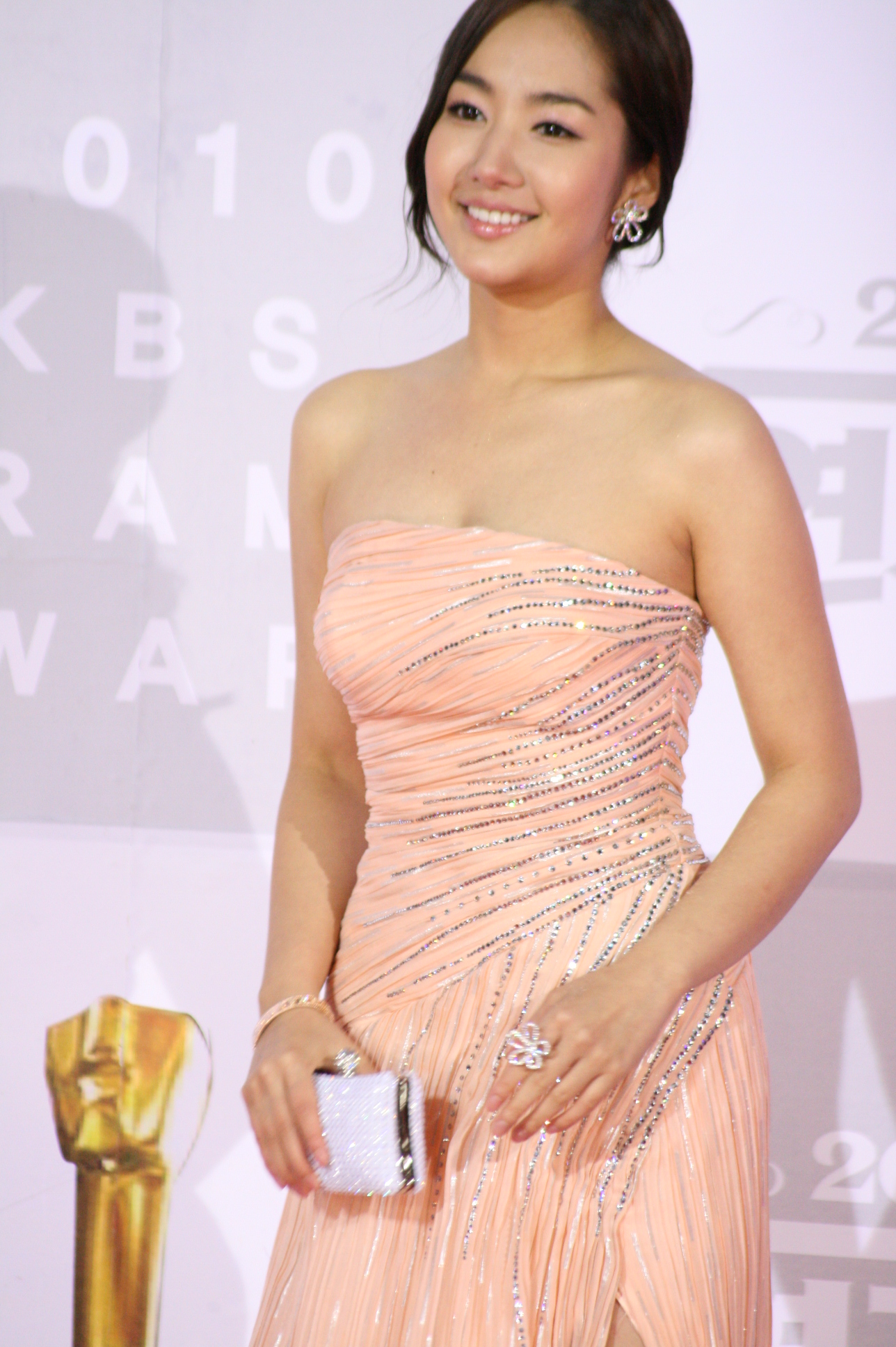
Pak Minjong (Park Min-young)